# シャルル・ダランベール
シャルル・ダランベール（仏：Charles d'Arenberg）またはカール・フォン・アーレンベルク（独：Karl Fürst von Arenberg, 1550年2月22日 - 1616年1月18日）は、スペイン領ネーデルラントの軍人、外交官、政治家。アーレンベルク伯、後に初代アーレンベルク侯。シャルル・ド・リーニュ（Charles de Ligne）とも呼ばれる。結婚により第5代アールスコート公爵およびシメイ侯を継承した。

## 生涯
アーレンベルク伯ジャン・ド・リーニュとその妻でアーレンベルク家の女子相続人であるマルグリット・ド・ラ・マルク＝アランベールの間の長男として生まれた。1587年に第3代アールスコート公爵フィリップ3世・ド・クロイの娘アンヌと結婚し、1612年に妻の兄のシャルル3世・ド・クロイが子供のないまま亡くなると、アールスコート公爵位およびシメイ侯位を相続した。
アーレンベルク家は代々ハプスブルク家に仕えるネーデルラント貴族の家柄であり、シャルルの洗礼の代父は神聖ローマ皇帝カール5世であった。また1586年には金羊毛騎士団の騎士に叙任されたほか、スペイン貴族としてグランデの称号を受けている。
教育を受けた後、スペイン国王支持派としてアレッサンドロ・ファルネーゼ将軍の麾下で、独立したプロテスタントの北部諸州との戦争（八十年戦争）を戦った。また同じプロテスタントとの戦いの一環として、改宗したケルン大司教ゲプハルト・トゥルフゼス・フォン・ヴァルトブルク（Gebhard Truchsess von Waldburg）を斥けるためのケルン戦争（Truchsessischer Krieg）にも参加している。1585年のアントウェルペン包囲戦にも参加した。1585年に八十年戦争の一端として起きた英西戦争の和平交渉におけるスペイン側代表の一人であり、1604年のハンプトン・コート会議に出席してロンドン条約を締結させた。
シャルルは現在のアーレンベルク家のベルギーにおける居城であるアンギャン城を購入し、城にルネサンス式庭園を建築した。死後、家督は長男のフィリップ＝シャルルに引き継がれた。